# Biourge
Biourges est un village de la commune belge de Bertrix situé en Région wallonne dans la province de Luxembourg. Avant la fusion de communes de 1977, il faisait partie de l’ancienne commune d’Orgeo.

## Patrimoine
- L’église est dédiée à l’Immaculée Conception[1].
- Le château de Biourge

## Personnalité
- Le baron Étienne Constantin de Gerlache, président du Congrès en 1830, y est né le 25 novembre 1785.